# Tarik (plaats)
Tarik is een bestuurslaag in het regentschap Sidoarjo van de provincie Oost-Java, Indonesië. Tarik telt 3820 inwoners (volkstelling 2010).